# 芳香味化合物
芳香味化合物（英語：Aroma compound），同時也被稱為氣味分子，芳香，香味，或香氣，是具有味道或氣味的化學化合物。应该注意的是，和已泛化为一种分子稳定性量度的“芳香性”不同，这里的“芳香味”指的是宏观上能为人所嗅闻到的性质。
當一种化合物具有足够高的蒸汽压（具有足夠的揮發性），就能够经由空气散布到鼻上部的嗅覺系統，显示出该化合物独有的气味。符合以上特徵的分子，分子量通常小於四百。
另外，应该指出的是，英文中的「flavors」包括味觉与嗅觉的影响，而本文的「fragrances」只涉及嗅觉。适用范围上，前者偏向自然存在的风味，而後者則傾向合成出来的物质。
芳香味化合物广泛存在於食品、酒類、調味品以及芳香油中。例如，在水果等農作物熟成時，芳香化合物会自然产生。在葡萄酒中，一些芳香化合物是發酵反應的副產品。此外，許多的芳香化合物在調味品的生產過程中扮演十分重要的角色。在食品工業中，芳香化合物能用来增添香味，而廣泛地提升產品的需求。
將具有臭味的化合物作为添味剂加至無味的危險物質中以也可以作為警示，如丙烷、天然氣或氫。

## 分類

### 酯類
| 化合物名稱     | 味道                    | 天然來源   | 化學結構 |
| -------------- | ----------------------- | ---------- | -------- |
| 乙酸香葉酯     | 果香，玫瑰              | 玫瑰, 花香 |          |
| 甲酸甲酯       | 乙醚味                  |            |          |
| 乙酸甲酯       | 甜甜的，卸指甲油的 溶劑 |            |          |
| 丙酸乙酯       | 甜甜的，果香，甜酒味    |            |          |
| 丁酸甲酯       | 果香，蘋果，鳳梨        | 鳳梨       |          |
| 乙酸乙酯       | 甜甜的，溶劑            | 酒         |          |
| 丁酸乙酯       | 果香，柑橘，鳳梨        |            |          |
| 乙酸異戊酯     | 果香，香蕉，梨子        | 香蕉       |          |
| 丁酸異戊酯     | 果香，杏仁，洋梨，香蕉  |            |          |
| 乙酸丁酯       | 果香，梨子，杏樹        |            |          |
| 戊酸戊酯       | 果香，蘋果              |            |          |
| 乙酸正辛酯     | 果香，柑橘              |            |          |
| 乙酸苄酯       | 果香，草莓              | 草莓       |          |
| 鄰胺苯甲酸甲酯 | 果香，葡萄              |            |          |

### 線性萜
| 化合物名稱                  | 味道                        | 天然來源            | 化學結構 |
| --------------------------- | --------------------------- | ------------------- | -------- |
| 香葉烯                      | 木質的，混和的              | 馬鞭草，月桂葉      |          |
| 香葉[草]醇                  | 玫瑰，花香                  | 天竺葵，檸檬        |          |
| 橙花醇                      | 甜玫瑰，花香                | 橙花油，檸檬草      |          |
| 香葉[草]醛, 檸檬油醛 橙花醛 | 檸檬                        | 桃金娘，檸檬草      |          |
| 香茅醛                      | 檸檬                        | 檸檬草              |          |
| 香茅醇                      | 檸檬                        | 檸檬草, 玫瑰 天竺葵 |          |
| 沈香醇                      | 花香，甜甜的 木質的，薰衣草 | 香菜, 甜羅勒 薰衣草 |          |
| 橙花三級醇                  | 木質的，新鮮樹皮            | 橙花油，薑 茉莉     |          |

### 環萜
| 化合物名稱        | 味道             | 天然來源             | 化學結構 |
| ----------------- | ---------------- | -------------------- | -------- |
| 檸檬油精          | 柑橘             | 柑橘, 檸檬           |          |
| 樟腦              | 樟腦             | 樟木，月桂葉         |          |
| 薄荷腦            | 薄荷腦           | 薄荷                 |          |
| 二烯-2-酮1        | 香菜 or 荷蘭薄荷 | 香菜, 時蘿, 荷蘭薄荷 |          |
| 萜品醇            | 丁香花           | 丁香花, 白千層       |          |
| 異甲基 α-紫羅蘭酮 | 紫羅蘭 ，木質的  | 紫羅蘭               |          |
| 側柏酮            | 薄荷香           | 苦艾，丁香花 杜松屬  |          |

註記: 香旱芹酮因其掌性，能有兩種味道。

### 芳香族
| 化合物名稱   | 味道              | 天然來源    | 化學結構 |
| ------------ | ----------------- | ----------- | -------- |
| 苯甲醛       | 杏仁              | 苦杏仁      |          |
| 丁香酚       | 丁香              | 丁香        |          |
| 桂皮醛       | 肉桂              | 肉桂        |          |
| 乙麥芽醇     | 烹煮過的水果 焦糖 |             |          |
| 香草醛       | 香草              | 香草        |          |
| 苯甲醚       | 茴香              | 茴香        |          |
| 茴香腦       | 茴香              | 茴香 甜羅勒 |          |
| 對甲氧苯丙烯 | 龍蒿              | 龍蒿        |          |
| 麝香草酚     | 麝香草屬          | 麝香草屬    |          |

### 胺
| 化合物名稱          | 味道       | 天然來源             | 化學結構 |
| ------------------- | ---------- | -------------------- | -------- |
| 三甲胺              | 腥臭的，氨 |                      |          |
| 腐肉胺 1,4-二胺丁烷 | 腐爛的肉   | 腐爛的肉             |          |
| 屍胺                | 腐爛的肉   | 腐爛的肉             |          |
| 吡啶                | 腥臭的     | 顛茄                 |          |
| 吲哚                | 屎，花香   | 屎，茉莉             |          |
| 甲吲哚              | 屎         | 屎，香橙花(稀釋過的) |          |

## 其他芳香化合物

### 醇
- 呋喃酮(草莓)
- 1-己醇（草本，木本）
- 葉醇 (剛切的草)
- 薄荷醇 (薄荷)

### 醛
高濃度的醛往往非常刺鼻且無法抵擋，而低濃度的醛則有多種香味。
- 乙醛 (芳香)
- 己醛 (新鮮的，草)
- 順式-3-己烯醛 (綠番茄)
- 糠醛 (焦燕麥)
- 己基肉桂醛
- 異戊醛 – 堅果，水果，可可
- 茴香醛 – 花香，甜甜的，山楂。對巧克力，香草，草莓，樹莓，杏，是重要的成分。
- 枯茗醛 – 辣，孜然風味的，新鮮的

### 酯
- 蘋果酯 (果味，蘋果)
- 乙酸己酯 (蘋果，花香，果香)
- 甲基苯基去水甘油酸乙酯 (草莓)

### 酮
- 環十五烷酮 (麝香酮)[3]
- 二氫茉莉酮 (果味，花香，木香)
- 1-烯-3-辛酮 (血液，金屬，蘑菇風味的)
- 2-乙酰基-1-吡咯啉 (新鮮麵包, 香米)
- 6-乙酰基-2,3,4,5-四氫吡啶 (新鮮麵包，玉米餅，爆米花)

### 內酯
- 丙位癸內酯 強烈的桃子味
- 丙位壬內酯 椰子味，常用於防曬乳液
- 丁位辛內酯
- 茉莉內酯 多脂肪的水果：桃子和杏
- 馬索亞內酯 奶油椰子
- 葡萄酒內酯 甜椰子味
- 葫蘆巴內酯 (楓糖漿，咖哩，葫蘆巴)

### 硫醇
- 烯丙基硫醇 (2-丙硫醇;烯丙基硫醇; CH2=CHCH2SH) (大蒜揮發物，口臭(蒜味))[4]
- （甲硫基）甲硫醇 (CH3SCH2SH),在小鼠尿液中發現，作為對雌性小鼠的化學訊息傳遞素。[5]
- 乙硫醇, 用來加入丙烷或其它液化石油氣作為燃料氣體。
- 2-甲基-2-丙硫醇, 通常稱為叔丁基硫醇，是加入天然氣共混物的組成成分，而作為燃料氣體。
- 丁烷-1-硫醇, 通常被稱為正丁基硫醇，是一種化學中間體。
- 葡萄柚硫醇 (葡萄柚)
- 甲硫醇, 在吃了蘆筍之後
- 喃甲硫醇（碳焙咖啡）
- 芐硫醇 (韭菜或大蒜等)

### 其他化合物
- 甲基膦 and 二甲基膦 (garlic-metallic, two of the most potent odorants known)
- 磷化氫 (青蘋果, 磷化鋅毒餌)
- 雙乙酰 (奶油味)
- 乙醯乙醇 (奶油味)
- 橙花醚 (橙色花)
- 環丁碸 (加入到天然氣中)
- 2,4,6-三氯酚 (木塞汙染)
- 取代吡嗪

## 芳香化合物受體
動物能以嗅覺受體偵測到味道。嗅覺受體是在嗅覺系統中的感覺神經元上的細胞膜受體，能偵測到藉由空氣傳播的芳香化合物。哺乳類動物的嗅覺受體位在鼻腔中的嗅覺皮膜上。

## 安全性

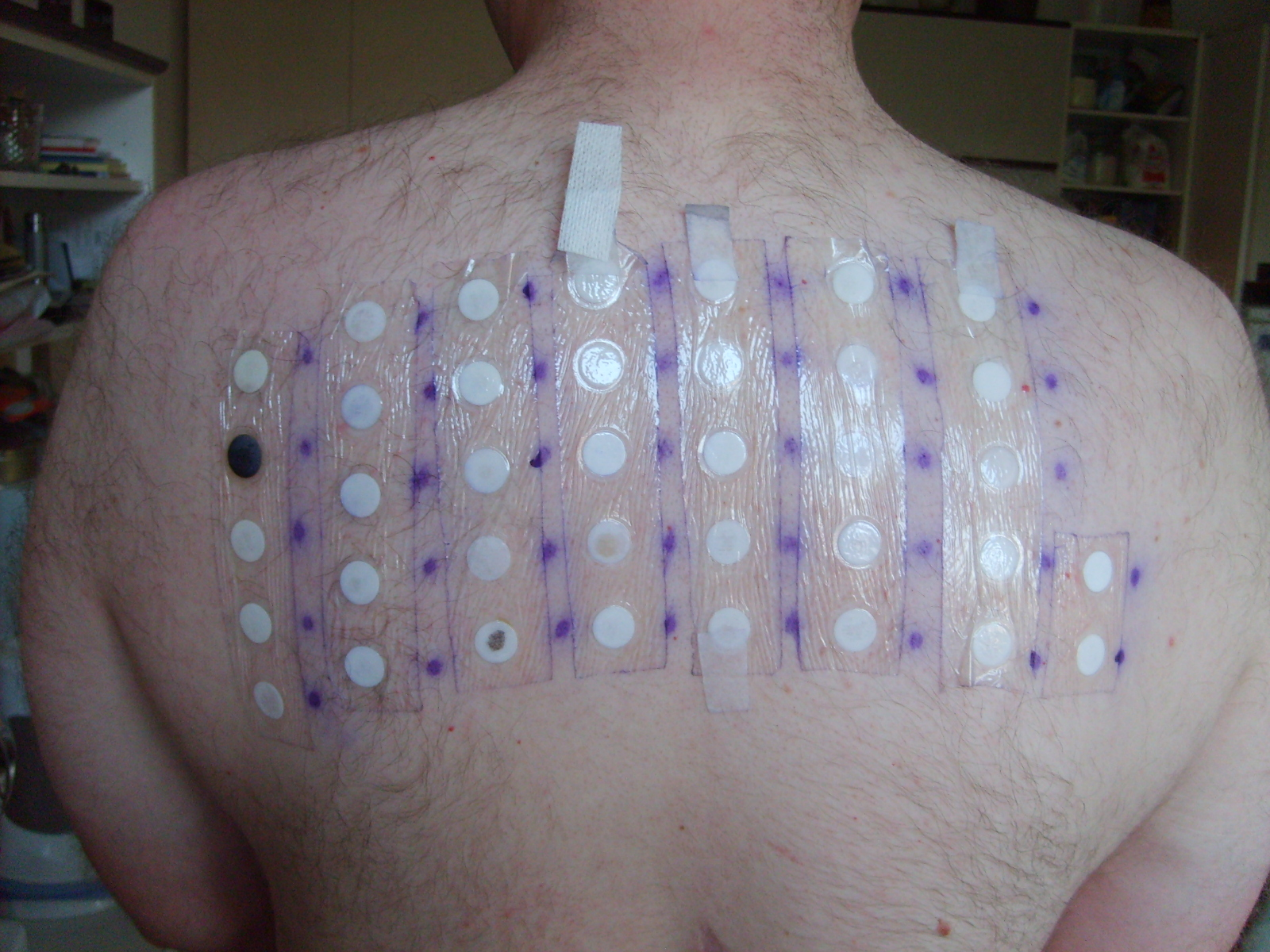
皮膚斑貼試驗

2005年6月，在皮膚斑貼試驗中，芳香剂被指出是第三流行的過敏原 (11.5%)。
芳香剂在2007年時被美國接觸性皮炎學會票選為年度過敏原。通常芳香剂的組分不會被標示于產品的標籤上，這種不公開化學成份來源的举措给許多消費者带来了擔憂。
在美国，芳香剂由《美國聯邦毒性物質管理法》（Toxic Substances Control Act of 1976，簡稱TSCA）管理。在這管理法中，歷史悠久的化合物並不需要受到審查。但是美國國家環境保護局並不會獨立執行測定安全性的實驗，而是依賴製造商提供的數據。

## 潜力分子
2011年，國際香料協會出版了一個列表，在協會成員的自願調查下列出3059种化合物。据此他们推测已經將99%既存的芳香剂呈現出來。

## 另請參閱
- Flavour and Fragrance Journal（英语：Flavour and Fragrance Journal）
- Fragrances of the World（英语：Fragrances of the World）
- Foodpairing（英语：Foodpairing）
- 氣味
- Odor detection threshold（英语：Odor detection threshold）
- 嗅觉
- 嗅覺系統
- 嗅覺受器
- Odorizer（英语：Odorizer）, a device for adding an odorant to gas flowing through a pipe
- 信息素
- 葡萄酒的香味
- 淡香水